# Попрыгунья
«Попрыгу́нья» — рассказ Антона Чехова, написанный в ноябре 1891 года. По мнению исследователей, в основе произведения — подлинная история, однако сам рассказ «шире реальной ситуации, нашедшей отражение в фабуле».
Впервые опубликован в журнале «Север» (1892, № 1).

## История создания

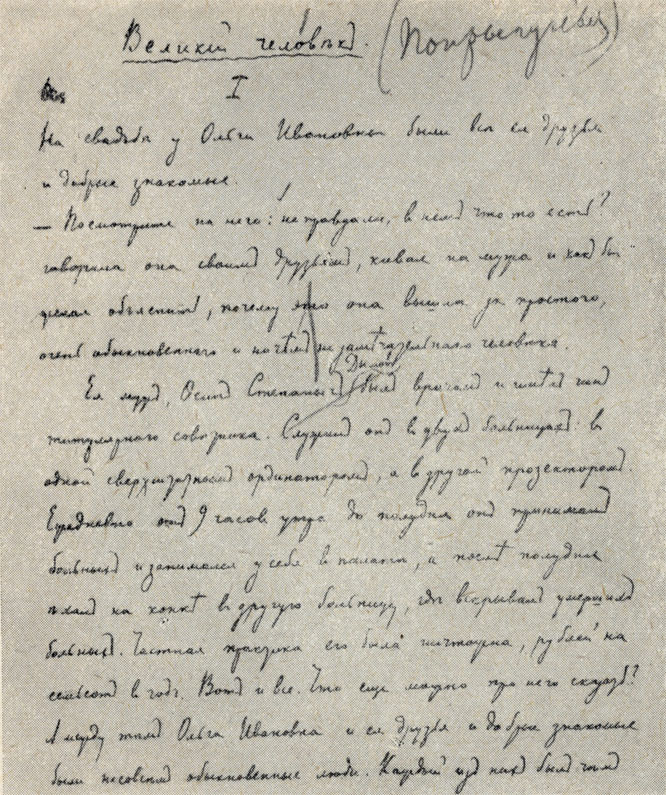
Рукопись с первоначальным заголовком

В августе 1891 года Чехов рассказал о замысле нового произведения поэту и переводчику Фёдору Алексеевичу Червинскому; тот, в свою очередь, поделился информацией с Владимиром Алексеевичем Тихоновым, только что возглавившим журнал «Север». В письме Чехову, датированном 12 сентября, Тихонов просил сообщить «хотя бы заглавие» будущего произведения, чтобы опубликовать анонс для читателей. В ответ писатель признался, что рассказ пока безымянный:
Назвать его теперь так же трудно, как определить цвет курицы, которая вылупится из яйца, которое ещё не снесено.
Судя по переписке между автором и редактором, осенью Чехов был занят другими литературными проектами. Тихонов, с одной стороны, поддерживал писателя в его начинаниях, с другой — неустанно поторапливал, просил «не лениться ради всего святого» и признавался, что мечтает увидеть в январском — первом «своём» номере «Севера» — произведение за подписью Чехова.
Сохранившийся черновик рассказа свидетельствует о том, что поначалу он назывался «Великий человек». Рукопись была передана в «Север» в конце ноября. Однако через две недели Чехов отправил редактору письмо, в котором предложил назвать свой «маленький чувствительный роман для семейного чтения» «Попрыгуньей». Исследователи связывают столь решительное смещение акцентов внезапным изменением отношений между писателем и Софьей Петровной Кувшинниковой, послужившей прототипом главной героини.

## Сюжет
Став женой доктора Осипа Степаныча Дымова, 22-летняя Ольга Ивановна рассказывала друзьям, что их знакомство произошло в больнице, где работал её отец. После его смерти Дымов иногда навещал молодую женщину, потом сделал предложение, и она ответила согласием.
Дымов мало напоминал людей, входивших в ближний круг Ольги Ивановны. Она общалась в основном с теми, кто был если не знаменит, то хотя бы достаточно известен: артистом драматического театра, художником-пейзажистом, талантливым виолончелистом, подающим надежды литератором.
Осип Степаныч в этой компании выглядел человеком чужим. С утра он уезжал в больницу и работал допоздна. Ольга Ивановна, проснувшись часов в одиннадцать, обычно играла на рояле, рисовала, затем отправлялась к портнихе, в мастерскую к какому-нибудь художнику или к знакомой актрисе, готовой поделиться последними театральными новостями. По средам в доме Дымовых устраивались приёмы с участием приглашённых знаменитостей; летом Ольга Ивановна отдыхала на даче.
В июле художники поехали на этюды. Путешествие на волжском пароходе сблизило Ольгу Ивановну с художником Рябовским; он укрывал её плащом, признавался в любви — устоять перед этой пылкостью молодая женщина не сумела. Зимой Дымов стал догадываться, что жена его обманывает; видя, как Ольга Ивановна мечется от ревности и унижений, он мягко её успокаивал.
В один из вечеров Осип Степаныч позвал жену и, не позволив войти в кабинет, попросил пригласить своего коллегу — доктора Коростелёва. Тот, обследовав Дымова, сообщил, что у больного тяжёлая форма дифтерии: он заразился от пациента. Для Ольги Ивановны стало открытием известие о том, что её «ничем не примечательный» муж считался одним из светил медицины. Мысль о том, что она «прозевала» великого человека, жившего рядом с нею, заставила женщину вбежать в кабинет Дымова: ей хотелось объяснить, что всё можно изменить и исправить. Но лоб и руки Осипа Степаныча были уже холодны.

## Герои и прототипы

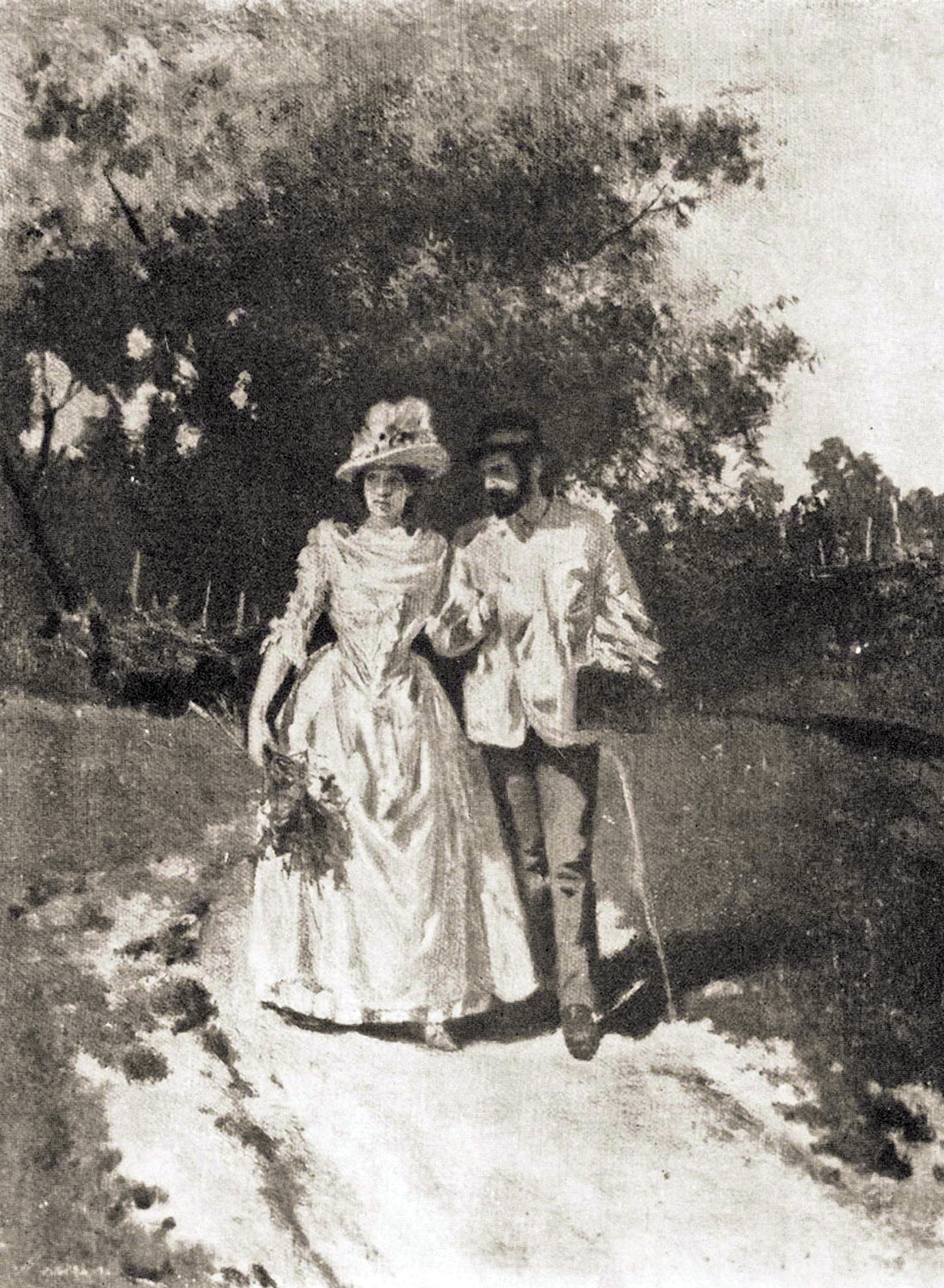
«Левитан и Кувшинникова». Художник А. С. Степанов

Ольга Ивановна внешне напоминает Софью Петровну Кувшинникову (Сафонову), которая, подобно героине рассказа, занималась музыкой и живописью; её лексика, зафиксированная в письмах и дневниках, были сродни речи Дымовой. Их сближает общность взглядов и настроений, манера поведения, горячее желание окружать себя «интересными людьми»:
Жизнь шла шумно, разнообразно, часто необычайно, вне всяких условностей.
Дом Кувшинниковых считался открытым; завсегдатаями вечеров, устраиваемых Софьей Петровной, были живописцы Алексей Степанов, Николай Досекин, Фёдор Рерберг, артисты Большого и Малого театров, писатели, поэты. Хозяйка дома, как и героиня «Попрыгуньи», ездила с художниками на теплоходе по Волге и брала уроки рисования у Исаака Левитана.
По свидетельству современников, знавших Кувшинникову, Софья Петровна была «гораздо глубже своей героини». Её занятия музыкой и особенно живописью были не столь поверхностными, как у Ольги Ивановны; Софья Петровна участвовала в выставках, одна из её работ была приобретена Павлом Третьяковым. Однако Чехов, бывавший у Кувшинниковых, считал, что интерьер квартиры, наличие в ней «музейного чучела с алебардой, щитов и вееров на стенах» характеризуют хозяйку не самым лучшим образом.
В некоторых эпизодах образ Ольги Ивановны сближается с характером ещё одной владелицы светского салона — Зинаиды Гиппиус, которая, как и Дымова, считала всех дам, «кроме актрис и портнихи, скучными и пошлыми».
Рябовский в первоначальной версии рассказа имел весьма заметное сходство с Левитаном. Однако в процессе редактирования Чехов внёс изменения в образ героя, стремясь как можно дальше отвести друг от друга Рябовского и его вероятного прототипа. Так, если в рукописи художник был пейзажистом, то в окончательном варианте — анималистом и жанристом. Внешность и возраст персонажа также стали иными: в рассказе действует 25-летний голубоглазый мужчина, мало напоминающий 32-летнего брюнета Левитана.
Тем не менее некоторые черты, присущие художнику, закамуфлировать не удалось — прежде всего это касается «томности», которую Чехов обозначил как штрих к портрету Рябовского в рассказе и наблюдал у Левитана в жизни. Кроме того, автор сделал акценты на резких и быстрых сменах настроения, депрессиях и меланхолии, которые были свойственны и герою, и его прототипу.

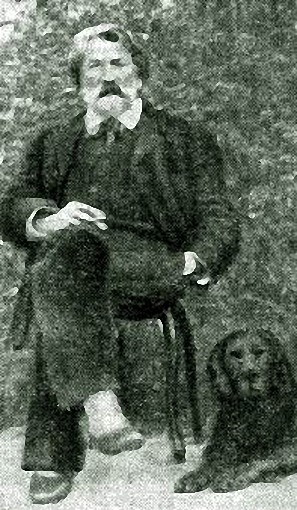
Дмитрий Кувшинников. Начало XX века

Осип Степаныч Дымов мало походил на Дмитрия Павловича Кувшинникова, рядового врача без блестящих перспектив в науке. Создавая образ мужа Ольги Ивановны, Чехов, скорее всего, думал о другом докторе — Илларионе Ивановиче Дуброво; на это указывают и общие научные достижения (Дуброво, как и Дымов, защитил диссертацию), и детали врачебной практики (Илларион Иванович, подобно Осипу Степанычу, совершил медицинский подвиг, высасывая дифтеритные плёнки у больного), и даже сходство фамилий ближайших друзей (у Дымова был коллега Коростелёв, у Дуброво — Костырёв).
Поневоле оказавшись включённым в «романтический треугольник», Кувшинников вёл себя точно так же, как Дымов в «Попрыгунье»; догадываясь об отношениях жены и Левитана, он «молча переносил свои страдания» или, как утверждала Софья Петровна, «бескорыстно, отрешась от своего я, умел любить».
В образах персонажей, входящих в окружение Ольги Ивановны, просматриваются черты людей, которых Чехов видел в доме Кувшинниковых: это Лаврентий Донской («певец из оперы»), режиссёр Александр Ленский («артист из драматического театра»), беллетрист Евгений Гославский («молодой, но уже известный литератор»), граф Фёдор Львович Соллогуб («дилетант-иллюстратор и виньетист»).

## Отзывы
Несмотря на попытки Чехова изменить внешность и биографические детали героев, современники узнали в «Попрыгунье» всех действующих лиц. Иногда это «узнавание» обретало комический оттенок. В письме мемуаристке Лидии Авиловой Чехов сообщал, что одна его знакомая, будучи почти вдвое старше Ольги Дымовой, «узнала себя в двадцатилетней героине»:
Главная улика — внешнее сходство: дама пишет красками, муж у неё доктор, и живёт она с художником.
Слова собеседницы Чехова о том, что «вся Москва обвиняет его в пасквиле», были достаточно мягкими по сравнению с реакцией других людей, «угадавших» себя в «Попрыгунье». Левитан не разговаривал с писателем в течение трёх лет, а первоначально даже намеревался вызвать Чехова на дуэль. Режиссёр Ленский, увидевший в рассказе карикатуру на себя, на восемь лет прервал общение с автором. Контакты с Софьей Петровной Кувшинниковой прекратились и больше не возобновились.
Любовь предполагает терпимость — к недостаткам человеческим, к иному представлению о нравственности; таков в своей любви к жене доктор Дымов в «Попрыгунье», его любовь и безграничное терпение связаны с полным отказом от личной гордости, то есть, как сказано выше, со смирением.
Отзывы тех, кто читал рассказ без попытки «примерить» на себя одежду того или иного персонажа, оказались вполне доброжелательными. Домашний врач Толстого Душан Маковецкий отметил в дневнике, что Лев Николаевич назвал рассказ превосходным:
Есть юмор сначала, и потом эта серьёзность. И как же чувствуется, что после его смерти она будет опять точно такая же.
Критик Сергей Андреевский разместил в газете «Новое время» рецензию, в которой назвал «Попрыгунью» «жемчужиной между нашими новеллами». Историк литературы Александр Липовский, причисливший доктора Дымова к представителям когорты «талантливых неудачников», заметил, что этот герой пополнил ещё и список «лишних людей» в русской литературе.
В «Литературной коллекции» Александра Солженицына сохранились заметки, в которых анализируется «Попрыгунья». Рассказ, по мнению Солженицына, написан в не свойственной Чехову утрированно-сатирической манере; это объясняется характером богемной компании, которая «такая и есть, не столько уж и преувеличений». В героине писатель увидел «бедствие для всех»; особенно его задел эпизод, когда, узнав о болезни мужа, Ольга Ивановна «идёт посмотреть себя в зеркале». От Дымова Солженицын ждал поступка:
Где край этому неправдоподобному терпению? Объяснить его безмерной любовью к жене? — так нет этой любви. А есть — непомерное, невообразимое благородство. И когда это завершается смертью — то постройка (драматической силы, тоже не характерной для Чехова) вот и завершена. И уже — лишние, ослабляют назидательные разъяснения, какой он был великий человек.

## Экранизации
- Попрыгунья (1955) — дебютный фильм режиссёра Самсона Самсонова. Был номинирован на «Золотого льва» и приз «Серебряный лев святого Марка» первой степени Венецианского кинофестиваля 1955 года. Получил приз Серебряный лев и премию итальянских критиков «Кубок Пазинетти».
  - Премия Юсси (Финляндия) в категории «Лучшая женская роль» Людмиле Целиковской
  - Номинация на премию BAFTA в категории «Лучший фильм» 1957 года
- Попрыгунья / Der Seitensprung (1964, ФРГ), режиссёр Райнер Эрлер
- Лето — осень (1964, телефильм, ФРГ), режиссёр Том Тёлле[нем.]
- Кузнечик / La cigale (1967, телефильм, Франция), режиссёр Гай Лессертиссье[фр.]